# Weiße Sklavin der grünen Hölle
Weiße Sklavin der grünen Hölle (Originaltitel: Gold of the Amazon Women) ist ein US-amerikanischer Abenteuerfilm von Mark L. Lester aus dem Jahr 1979 mit Anita Ekberg und Bo Svenson in den Hauptrollen.

## Handlung
Der Forscher Frederic Reynolds behauptet, auf der Suche nach seinem vermissten Sohn die sagenumwobenen sieben Städte von Eldorado gefunden zu haben. Als er dem Abenteurer Tom Jensen davon berichtet wird er mitten in New York von zwei Pfeilen tödlich getroffen. Tom verfolgt die Killer und stellt zwei Amazonen, die sich gegenseitig töten, als sie keinen Ausweg mehr sehen.
Tom und sein Bekannter Luis Escobar reisen nach Südamerika, wo sie die geheime Karte nach Eldorado von einem Priester erhalten. Der Drogenbaron Clarence Blasko, der ebenfalls versucht das Gold zu finden, verfolgt mit seinen zwei weiblichen Killern die beiden Abenteurer. Bei Blaskos Versuch die Karte im Hotel zu stehlen, gelingt es Tom und Luis nur knapp, mit dem bereit gestellten Auto zu fliehen.
Bei einem Angriff Blaskos vom Hubschrauber aus wird der Land Rover der beiden zerstört. Ohne Ausrüstung ziehen sie weiter, werden aber von Amazonen gestellt und gefangen genommen.
Im Dorf der Kriegerinnen angekommen, müssen sie entdecken, dass dort noch drei weitere Männer gefangen gehalten werden. Diese werden von den Amazonen für eine Fruchtbarkeitszeremonie benötigt.
Beim Kampf zweier rivalisierender Amazonen um Toms Dienste für die kommende Nacht auf einem Floß rettet Tom die Unterlegene vor einem Alligator. Damit erringt er den Respekt der Amazonenkönigin.
Zwischenzeitig hat Blasko das Dorf entdeckt und wirft Bomben mit Betäubungsgas aus dem Hubschrauber. Es gelingt ihm, dem bewusstlosen Tom die Karte zu entwenden. Bevor er abfliegt, lässt Blasko das Dorf in Brand stecken.
Tom und einige Amazonen erwachen durch den Rauch, sie schaffen es, die meisten der noch betäubten Kriegerinnen zu retten.
Die Königin gesteht Blasko zu kennen, Blasko war einst Gefangener der Amazonen. Seine zwei Begleiterinnen sind Mitglieder ihres Stammes, die Blasko mit seinen Drogen gefügig gemacht hat.
Schließlich verspricht die Königin Tom den Weg zu den sieben Städten zu zeigen. Auf der Reise nähern sich die Frauen den Männern an. Einen Indianerangriff wehrt die Gruppe erfolgreich ab.
Blasko ist mittlerweile in der ersten goldenen Stadt eingetroffen. Ein geheimnisvoller kleiner Inkageist droht ihm und fordert ihn auf die Schatzkammer zu verlassen. Als Blasko die Warnung missachtet, werden die drei von Indianern angegriffen.
Als Tom mit den Amazonen in den Tempel kommt entdecken sie, dass es sich bei dem Geist nur um eine Spiegelung handelt. Den folgenden Angriff der Indianer können die Kriegerinnen abwehren.
Tom entdeckt den gefangenen Blasko, der ihn sogleich versucht zu überreden, mit ihm gemeinsame Sache zu machen.
Luis trifft auf den Geist aus der Pyramide und identifiziert diesen als den geistig verwirrten Sohn Frederics Reynolds, Leonard.
Tom und Luis bringen Blasko und seine beiden Helferinnen mithilfe der Amazonen zur Polizeistation.

## Veröffentlichung
Der Film wurde am 6. März 1979 im amerikanischen Fernsehen gezeigt, am 4. Dezember 1981 folgte die deutsche Kinopremiere.
Der Film lief am 27. Dezember 1997 auf Kabel 1 erstmals im deutschen Free-TV.
Es folgte die deutsche Veröffentlichung auf VHS und 2016 auf DVD.

## Synchronisation
| Rolle              | Darsteller       | Synchronsprecher |
| ------------------ | ---------------- | ---------------- |
| Clarence Blasko    | Donald Pleasence | Horst Sachtleben |
| Frederick Reynolds | Carl Low         | Michael Rüth     |
| Tom Jensen         | Bo Svenson       | Frank Engelhardt |

## Rezeption
Bei Rotten Tomatoes gaben nur 8 % der Zuschauer dem Film eine positive Bewertung.